# Enveja bequaerti
Enveja bequaerti is een insectensoort uit de familie Embiidae, die tot de orde webspinners (Embioptera) behoort. De soort komt voor in Congo-Kinshasa.
Enveja bequaerti is voor het eerst wetenschappelijk beschreven door Navás in 1916.